# Pterosemigastra nigriflagellum
Pterosemigastra nigriflagellum är en stekelart som beskrevs av Girault och Alan Parkhurst Dodd 1915. Pterosemigastra nigriflagellum ingår i släktet Pterosemigastra och familjen puppglanssteklar. Inga underarter finns listade i Catalogue of Life.